# Nannoscincus koniambo
Nannoscincus koniambo — вид сцинкоподібних ящірок родини сцинкових (Scincidae). Ендемік Нової Каледонії. 

## Поширення і екологія
Nannoscincus koniambo мешкають в гірському масиві Коніамбо на північному заході Нової Каледонії. Вони живуть у вологих чагарникових заростях, серед гнилої деревини і опалого листя. Зустрічаються на висоті від 800 до 1000 м над рівнем моря.

## Збереження
МСОП класифікує цей вид як такий, що перебуває на межі зникнення. Nannoscincus koniambo загрожує знищення природного середовища.